# Gian Wolverine
Giancarlo Ramos Rodolpho, conhecido como Gian Wolverine (Londrina, 14 de fevereiro de 1985) é um jogador de futebol de salão brasileiro, que atua como goleiro e jogo atualmente no Praia Clube de Uberlândia
O apelido Wolverine é decorrência do visual parecido com o do personagem de ficção Wolverine.

## Carreira
Gian começou a sua carreira nas categorias de base do futsal de Londrina, onde defendeu clubes como Arel e Iate Clube de Londrina onde jogou a maior parte da sua formação. 
Com o Iate Clube Gian iniciou sua carreira vitoriosa sendo campeão paranaense por duas vezes  em 1997 e 2001.
Gian defendeu a Seleção Brasileira de Futsal na Copa do Mundo de Futsal de 2016.